# Iñaki Descarga Retegi
Iñaki Descarga (Irun, 25 d'agost de 1976) és un futbolista basc, que ocupava la posició de defensa.

## Trajectòria
Format al Real Unión de Irun, el 1996 fitxa pel CA Osasuna, que l'incorpora al seu filial. Debuta amb el primer equip osasunista al 1996-97, jugant dos partits, mentre que en disputaria altres set la temporada 1998-99. A l'any següent fitxa per la SD Eibar, on és titular.
L'estiu del 2000 fitxa pel Llevant UE, en aquella època a Segona Divisió. L'irundarra ha estat un dels jugadors més destacats de l'equip llevantinista durant la dècada del 2000, amb qui ha disputat tres temporades a Primera Divisió. En aquest període (2000-08), ha alternat la titularitat amb èpoques de suplència.
Al final de la 2007-08, donat la mala situació del seu equip, recala al Legia de Varsòvia, però es va lesionar a principis de la temporada i va jugar només tres partits. A l'any següent torna al Real Unión de Irun, que competia a la categoria d'argent. La temporada 2009-2010, el Real Unión va baixar de categoria, i, després de jugar un any a Segona B, Iñaki Descarga es va retirar.